# Pioggia

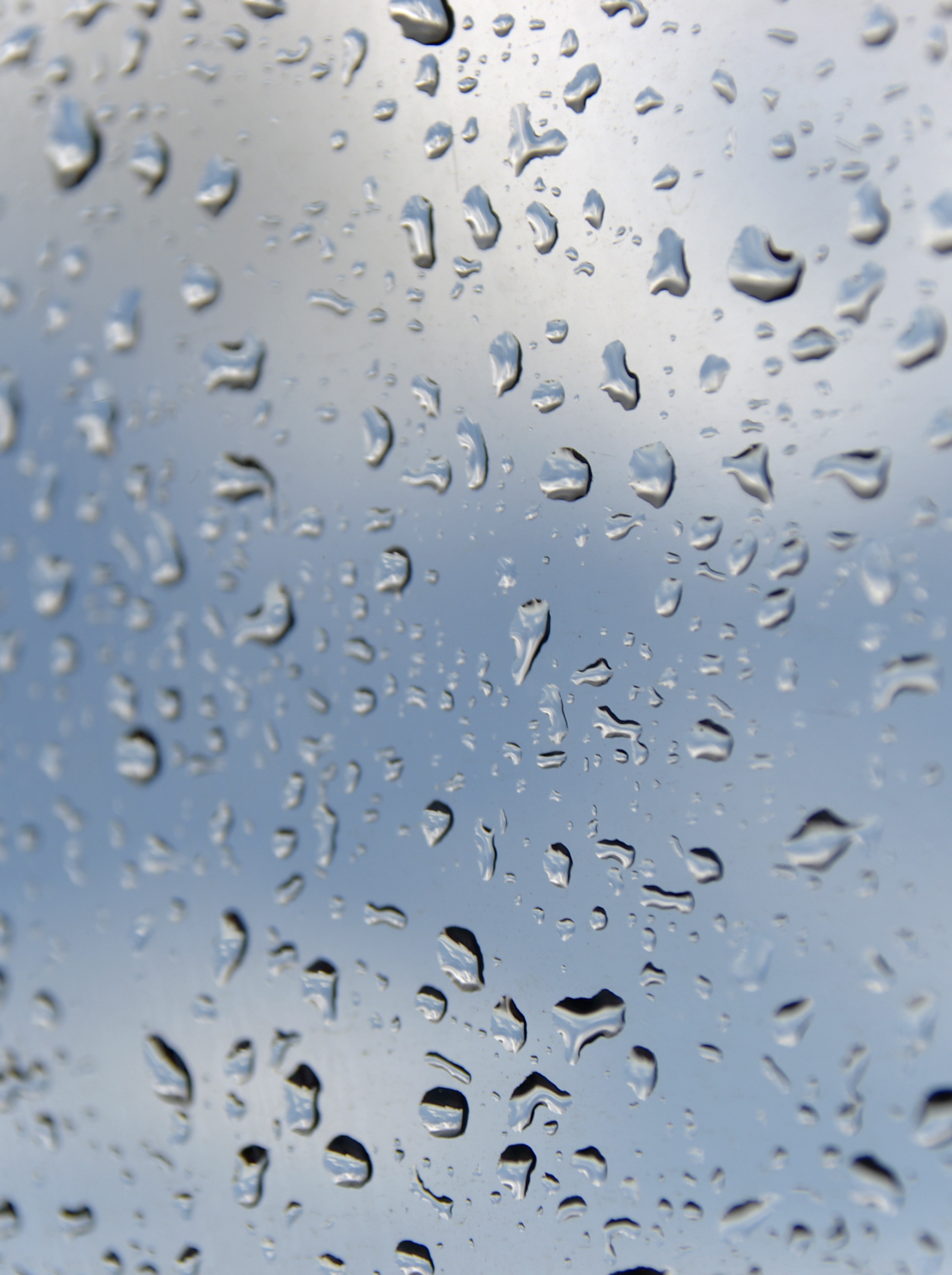
Gocce di pioggia su una finestra

La pioggia è la più comune precipitazione atmosferica e si forma quando gocce separate di acqua cadono al suolo dalle nuvole. Il suo codice METAR è "RA" (dall'inglese rain).
La pioggia gioca un ruolo fondamentale nel ciclo dell'acqua, nel quale il liquido che evapora dagli oceani sotto forma di vapore si condensa nelle nuvole e cade di nuovo a terra, ritornando negli oceani attraverso il ruscellamento, i laghi, i fiumi e le falde sotterranee, per ripetere nuovamente il ciclo. In tal modo si rende disponibile alla biosfera, permettendo lo sviluppo della flora e della fauna e l'abitabilità agli esseri umani.
In meteorologia l'ammontare della pioggia caduta si misura in millimetri (mm) attraverso i pluviometri o pluviografi: 1 mm di pioggia equivale a 1 litro d'acqua caduto su una superficie di 1 m². La quantità di pioggia ricevuta annualmente nelle varie zone terrestri ne classifica, assieme alla temperatura, il tipo di clima. Una parte della pioggia che cade dalle nuvole non riesce a raggiungere la superficie ed evapora nell'aria durante la fase di discesa, specialmente se attraversa aria secca; questo tipo di precipitazione è detta virga.

## Caratteristiche

Gocce di pioggia

Le gocce di pioggia sono spesso descritte e raffigurate come a "forma di lacrima", tonde sul fondo e più strette verso la cima, ma questo è scorretto (solo le gocce d'acqua che gocciolano da qualche sorgente sono a forma di lacrima nel momento in cui si formano). Le gocce di pioggia piccole sono quasi sferiche. Le gocce più grandi sono molto appiattite a forma di panino, quelle più grandi ancora sono a forma di paracadute. Le gocce di pioggia che risultano dallo scioglimento poco tempo prima di un fiocco di neve sono grandi e formano una rosellina di gocce più piccole quando arrivano al suolo. In media le gocce sono 1–2 mm di diametro, le più grosse sono state registrate in Brasile e nelle Isole Marshall nel 2004 con più di 1 cm di diametro. Questa grandezza è stata spiegata con la condensazione di grandi particelle di fumo o di collisione tra gocce in zone relativamente piccole con un contenuto d'acqua particolarmente notevole.
Generalmente la pioggia ha un pH leggermente inferiore a 6, cioè debolmente acido a causa dell'assorbimento di anidride carbonica dall'atmosfera, che a contatto con l'acqua delle goccioline dà luogo alla formazione di quantità minime di acido carbonico. In alcune aree desertiche, il pulviscolo atmosferico contiene tanto bicarbonato di calcio da bilanciare la naturale acidità della precipitazione e quindi la pioggia può essere neutra o addirittura alcalina.
La pioggia con un pH inferiore a 5,6 è considerata pioggia acida.
L'odore caratteristico che accompagna talvolta la pioggia è quello dell'ozono. Infatti, quando l'ossigeno atmosferico viene percorso da scariche elettriche (in questo caso i fulmini), perde l'originale struttura biatomica per assumere quella triatomica, l'ozono appunto. L'odore che segue una pioggia dopo un periodo di siccità viene detto "petricore".

## Formazione

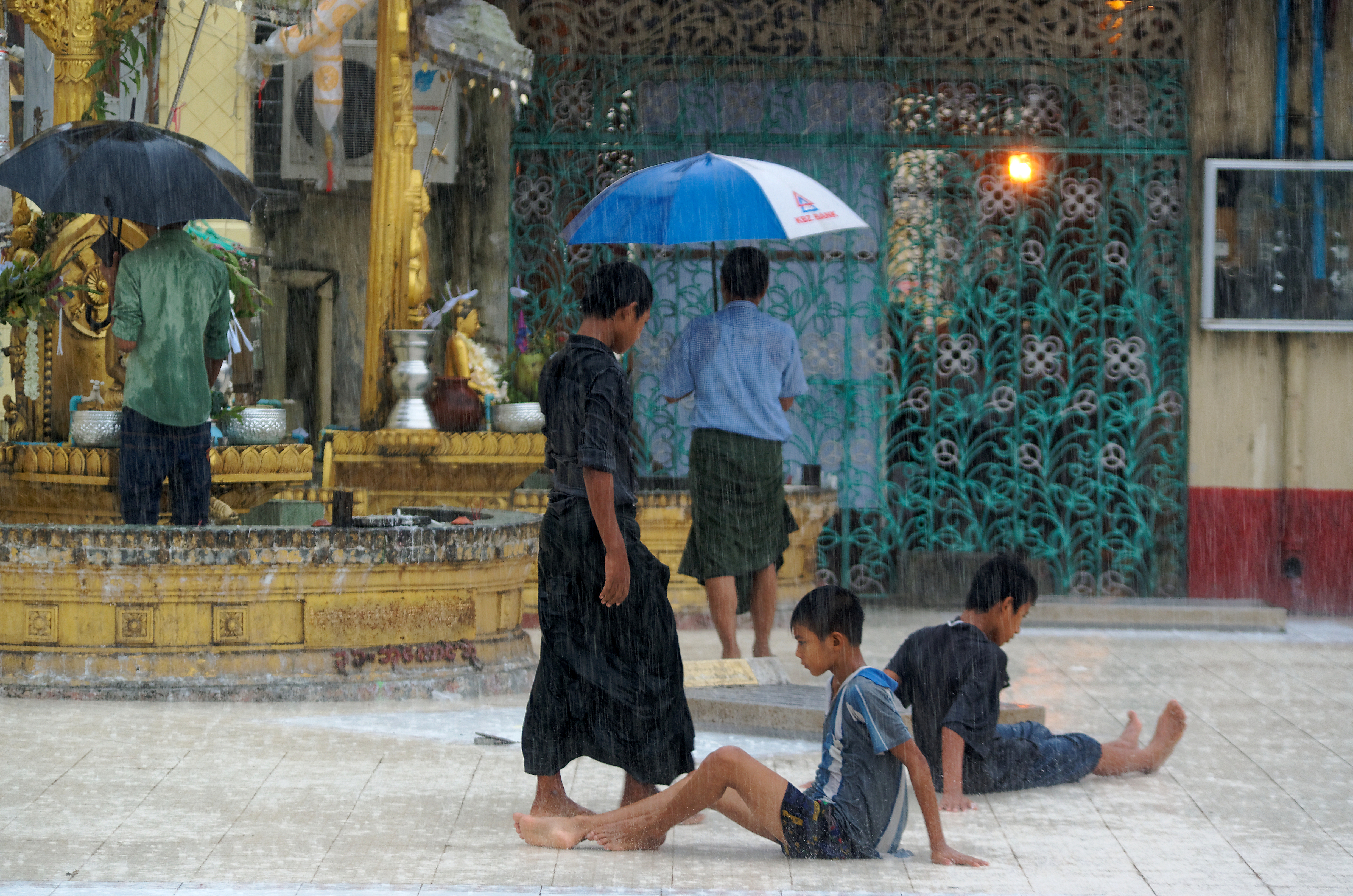
Alcuni ragazzi giocano sotto la pioggia nel cortile della Botahtaung Pagoda in Yangon

Una nube è formata da miliardi di goccioline d'acqua, ciascuna delle quali è a sua volta formata da circa 550 milioni di molecole d'acqua. Queste goccioline sono il risultato dell'evaporazione dell'acqua da oceani, mari, corsi d'acqua dolce, vegetazione e suolo. Il vapore acqueo viene quindi portato verso l'alto da correnti ascendenti; salendo, l'aria si raffredda e raggiunge la saturazione. Tuttavia questo non è sufficiente per provocare la condensazione del vapore, dato che la goccia d'acqua formatasi tende a sua volta ad evaporare. In condizioni normali non si potrebbe avere la condensazione del vapore e quindi la formazione di nubi, neanche in presenza di sovrasaturazioni del 500%. Fortunatamente, nell'aria sono presenti particelle di pulviscolo atmosferico e cristalli di ghiaccio che agiscono come "nuclei igroscopici" o "di condensazione" (di dimensioni comprese tra 0,1 e 4 µm) che promuovono e agevolano la trasformazione di stato delle particelle di vapore.
Le precipitazioni e quindi la pioggia possono avvenire però solo quando la forza peso risulterà maggiore della resistenza offerta dal moto ascendente che ha portato alla formazione della nube stessa e che tende a mantenere le goccioline in sospensione. Occorrono centinaia di milioni di goccioline di nube per formare una goccia di pioggia del diametro compreso tra 200 µm e qualche millimetro. I due principali meccanismi di formazione sono l'accrescimento per coalescenza e il processo Bergeron-Findeisen.

### Accrescimento per coalescenza

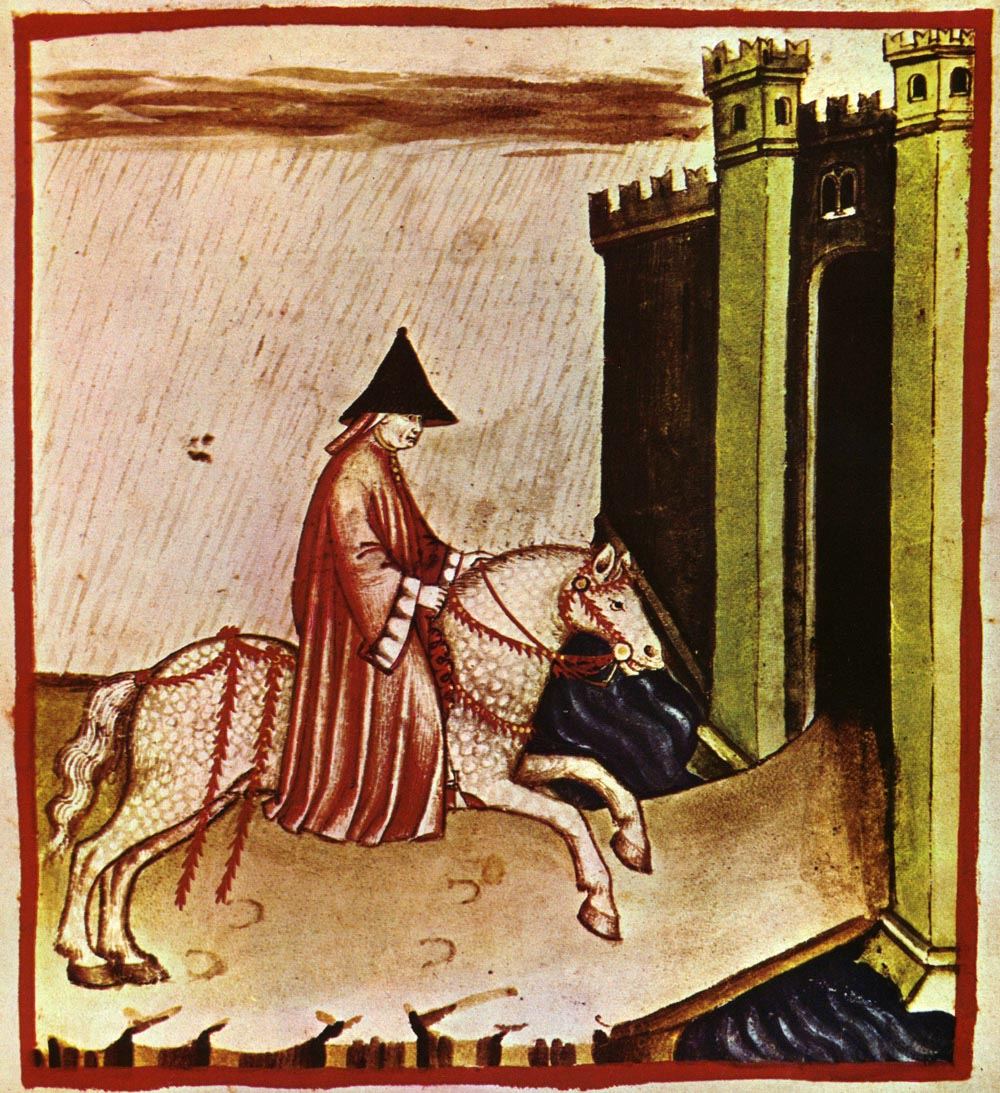
Pioggia (tacuinum sanitatis casanatense, XIV secolo)

Questo fenomeno accade nelle cosiddette nubi calde con temperatura superiore a 0 °C. Le goccioline di nube più grandi, spinte verso l'alto dalle correnti ascendenti, collidono con le goccioline più piccole e in seguito a ciò, aumentano di dimensioni. Raggiunto il diametro di 200 µm, le correnti ascensionali non sono più in grado di mantenerle in sospensione e quindi cominciano a cadere, ingrandendosi ulteriormente. Il processo è particolarmente efficace nel caso di moti turbolenti.

### Processo Bergeron-Findeisen
Nelle cosiddette nubi fredde, immerse nell'atmosfera a temperature inferiori a 0 °C, il processo avviene a causa dei nuclei glaciogeni che attraggono su sé stessi le goccioline di vapore, formando microcristalli di ghiaccio. Questi s'ingrandiscono attirando le molecole di vapore, che perdono così più molecole per l'evaporazione di quante non ne perdano i microcristalli di ghiaccio. Questo è dovuto al differente valore della tensione di vapore fra il ghiaccio e l'acqua liquida. Con questo processo si producono cristalli di ghiaccio di qualche centinaio di micrometri, che risultano grandi abbastanza per cadere dalla nube. Durante la caduta questi cristalli possono ingrandirsi ancora per coalescenza, sia urtando gocce e goccioline sopraffuse, sia scontrandosi con altri cristalli. Usciti dalla nube, se la temperatura rimane negativa o poco superiore allo zero cadono come cristalli di neve, altrimenti si trasformano in gocce di pioggia.

## Cause

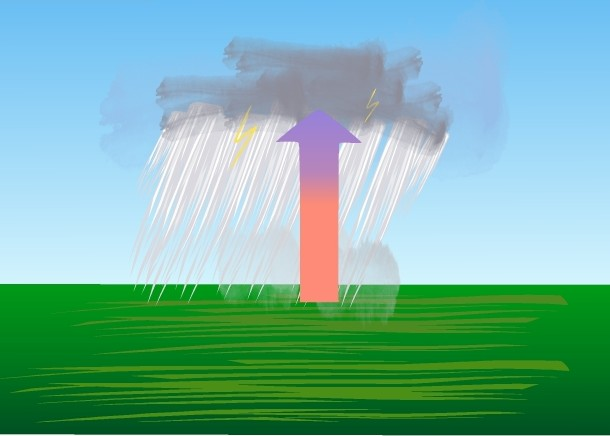
Pioggia convettiva

Nonostante il meccanismo di formazione della pioggia sia sempre pressoché lo stesso, le cause dell'innesco di questo fenomeno possono avere varie origini:
- lo scontro tra fronti caldi e freddi che provoca un moto ascendente di aria umida, che raggiunge quindi il punto di rugiada e inizia il processo di coalescenza.
- la pioggia convettiva, causata da un forte riscaldamento del suolo diurno che provoca un moto convettivo di umidità anche molto intenso che può scatenare temporali, in genere limitati ad un'area geografica circoscritta.
- il sollevamento orografico per via della morfologia del terreno che obbliga aria umida a risalire e quindi scaricare l'acqua sotto forma di pioggia. È tipico in questo caso la formazione di un'ombra pluviometrica.
- grandi eventi atmosferici che periodicamente provocano la pioggia, come i monsoni o i cicloni tropicali.
- tecniche artificiali come l'inseminazione delle nuvole.

## Distribuzione

### Distribuzione geografica
| Piogge cicloniche extratropicali piogge tutto l'anno con massimo in autunno e inverno idem, con massimo estivo piogge periodiche con massimo primaverile idem, con massimo estivo idem, con massimo in autunno-inverno idem, con massimo in inverno | Piogge convettive tropicali piogge tutto l'anno con deboli variazioni due stagioni piovose con l'altezza massima del Sole una sola stagione piovosa con l'altezza massima del Sole | piogge scarse (< 200 mm) █ piogge convettive periodiche con massimo invernale piogge sporadiche delle regioni polari |

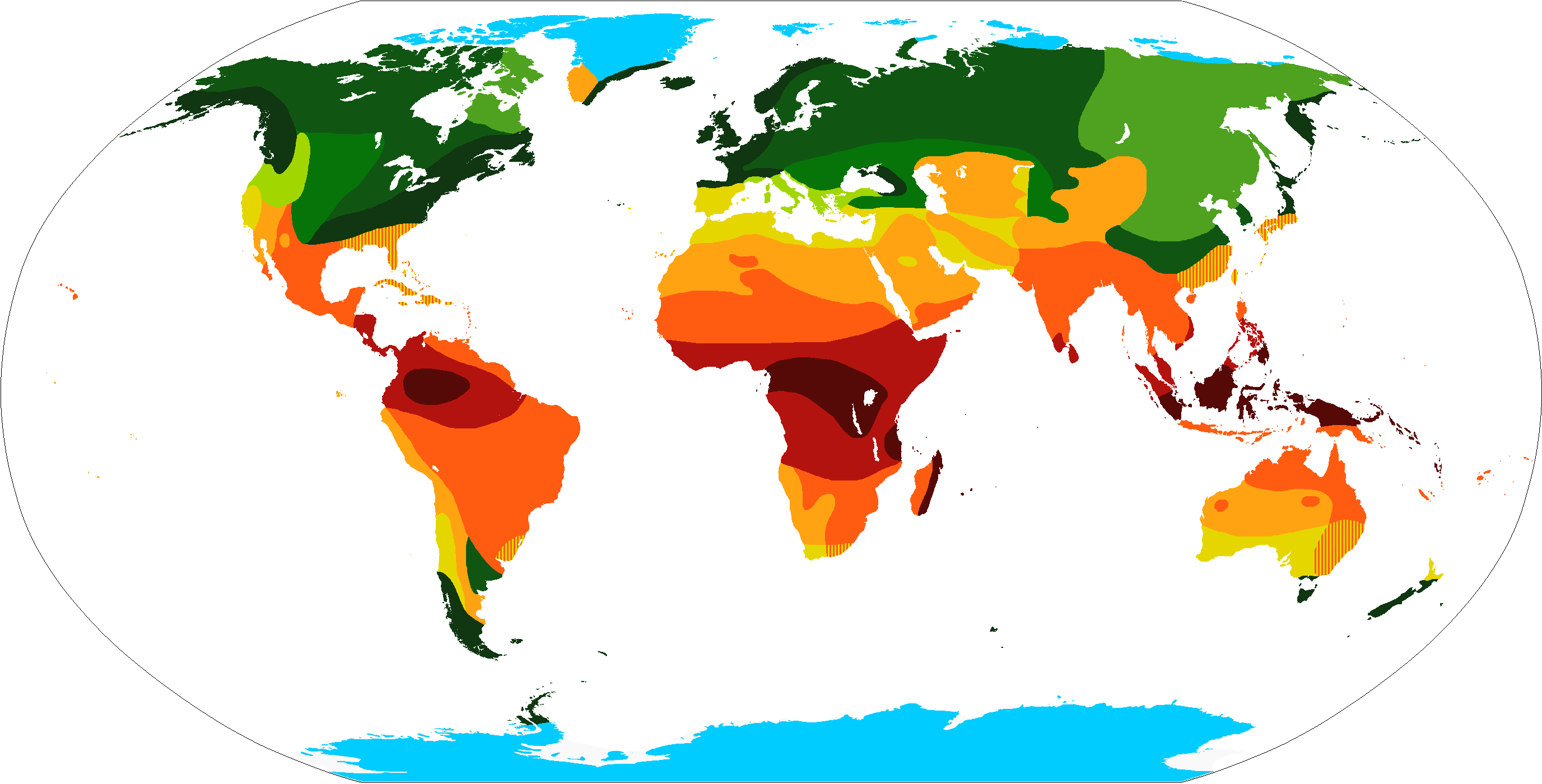
La distribuzione dei regimi precipitativi nel mondo

La pioggia è uno dei fattori determinanti per determinare il clima di una certa regione secondo la classificazione dei climi di Köppen. Le aree tropicali tendono a ricevere grandi quantitativi di pioggia pressoché tutto l'anno data la natura convettiva dei fenomeni e possono ricevere diverse migliaia di millimetri l'anno. I deserti invece sono definiti come quelle zone che ricevono meno di 250 mm di pioggia all'anno. A latitudini più elevate i quantitativi si attestano in genere fra i 500–2000 mm, e le precipitazioni sono di origine ciclonica.

### Quantità totale
Per quantità totale si intende l'accumulo annuale in una certa località, in genere misurato dal 1º gennaio al 31 dicembre. Si possono adottare diverse convenzioni per le date: ad esempio gli agricoltori del bacino del Mediterraneo preferiscono utilizzare l'annata agraria che va dal 1º settembre al 31 agosto (con stagione secca l'estate). I dati vengono registrati su un lungo periodo (in genere più di 30 anni) per ottenere una statistica significativa e misurare eventuali variazioni dalla norma.

### Altezza pluviometrica
La quantità di pioggia caduta viene misurata dai pluviometri in millimetri di accumulo. A tale misura, detta anche altezza pluviometrica, corrispondono altrettanti litri d'acqua piovana su una superficie di un metro quadrato.
I millimetri di pioggia caduti in un'ora definiscono quella che viene chiamata dai meteorologi intensità della pioggia; viene perciò distinta in:
- pioggia debole (1 – 2 mm/h)
- pioggia leggera (2 – 4 mm/h)
- pioggia moderata (4 – 6 mm/h)
- pioggia forte (> 6 mm/h)
- rovescio (> 10 mm/h)
- nubifragio (> 30 mm/h)

Alla maggiore intensità del fenomeno corrisponde anche un diametro maggiore delle gocce di pioggia e una velocità superiore d'impatto al suolo dovuta al fatto che le correnti ascensionali non sono in grado di rallentarne la caduta. L'intensità e il movimento delle precipitazioni possono anche essere misurate a distanza attraverso il radar meteorologico.

### Frequenza
La frequenza corrisponde ai giorni di pioggia che si hanno in un anno. Occorre stabilire un limite minimo alla quantità di pioggia per considerare un giorno come piovoso: in genere questo limite varia fra 0,2–1 mm. La frequenza può anche essere misurata mese per mese.

### Distribuzione annuale
Per distribuzione annuale si intende la ripartizione della pioggia tra le varie stagioni dell'anno o tra i singoli mesi nel cosiddetto regime pluviometrico. Quest'ultima voce è molto importante perché regola le precipitazioni, che sono preferibili scarse ma ben distribuite piuttosto che a ingenti quantitativi concentrati in brevi periodi intervallati da periodi di siccità. Questo per non danneggiare le coltivazioni e per il beneficio della vegetazione spontanea.

## Primati
Di seguito si elencano gli eventi record registrati a livello mondiale:
- Precipitazione più intensa in un minuto: 31,2 mm registrati il 4 gennaio 1956 a Unionville, Maryland, Stati Uniti.
- Precipitazione più intensa in un'ora: 305 mm registrati il 22 giugno 1947 a Holt, Missouri, Stati Uniti.
- Precipitazione più intensa in 12 ore: 1144 mm registrati tra il 7 e l'8 gennaio 1966 a Foc-Foc, Isola della Riunione.
- Precipitazione più intensa in un giorno: 1825 mm registrati tra il 7 e l'8 gennaio 1966 a Foc-Foc, Isola della Riunione.
- Precipitazione più intensa in due giorni: 2467 mm registrati tra l'8 e il 10 gennaio 1958 ad Aurère, Isola della Riunione.
- Precipitazione più intensa in tre giorni: 3929 mm registrati tra il 24 e il 26 febbraio 2007 al cratere Commerson, Isola della Riunione.
- Precipitazione più intensa in quattro giorni: 4869 mm registrati tra il 24 e il 27 febbraio 2007 al cratere Commerson, Isola della Riunione.
- Precipitazione più intensa in un anno: 26470 mm registrati tra l'agosto del 1860 e il luglio 1861 a Cherrapunjee, India.
- Il luogo più piovoso della Terra: Lloró (Colombia) che registra ogni anno una media di 13300 millimetri di pioggia.